# Alessandria Unione Sportiva 1950-1951
Questa pagina raccoglie le informazioni riguardanti l'Alessandria Unione Sportiva nelle competizioni ufficiali della stagione 1950-1951.

## Stagione
Nella stagione 1950-1951 l'Alessandria disputò il primo campionato di Serie C della sua storia.

## Divise
| 1ª divisa |

## Organigramma societario
Area direttiva
- Presidente: Mario Moccagatta
- Vicepresidente: G. Doglioli
- Dirigenti: Juansito Crotti, P. Burzi, F. Dogliolo, V. Ferrari, E. Lanzavecchia, V. Maranzana, Piero Melchionni, L. Morando, Giovanni Battista Rangone, A. Rigoni, G. Taverna, C. Villa
- Segretario: Enrico Dericci
- Addetto ai rapporti con la FIGC: Grassano

Area tecnica
- Allenatore: Tony Cargnelli
- Commissione tecnica: M. Roncali, Amilcare Savojardo, Cesare Testera e Andrea Viviano
- Allenatore squadra Juniores: Umberto Dadone

Area sanitaria
- Medico sociale: G. Guerra
- Massaggiatore: Giovanni Bo

## Rosa
| N. |                   | Ruolo | Calciatore        |
| -- | ----------------- | ----- | ----------------- |
|    | Italia (bandiera) | P     | Anselmo Giorcelli |
|    | Italia (bandiera) | D     | Mario Gabbiani    |
|    | Italia (bandiera) | D     | Paolo Guaschino   |
|    | Italia (bandiera) | D     | Giulio Savoini    |
|    | Italia (bandiera) | D     | Secondo Scarrone  |
|    | Italia (bandiera) | D     | Luigi Vitto       |
|    | Italia (bandiera) | C     | Giuseppe Arezzi   |
|    | Italia (bandiera) | C     | Giuseppe Bagliani |
|    | Italia (bandiera) | C     | Luigi Bussetti    |

| N. |                        | Ruolo | Calciatore           |
| -- | ---------------------- | ----- | -------------------- |
|    | Italia (bandiera)      | C     | Walter Mirabelli     |
|    | Italia (bandiera)      | C     | Mario Pietruzzi      |
|    | Italia (bandiera)      | C     | Luigi Soffrido       |
|    | Italia (bandiera)      | A     | Lanfranco Albertelli |
|    | Italia (bandiera)      | A     | Giuseppe Benzi       |
|    | Italia (bandiera)      | A     | Dino Dania           |
|    | Italia (bandiera)      | A     | Franco Giraudo       |
|    | Italia (bandiera)      | A     | Andrea Piccione      |
|    | Inghilterra (bandiera) | A     | Frank Rawcliffe      |

## Risultati

### Serie C

#### Girone d'andata
| Arbitro: | Greppi (Genova) |

|  |           |                         |
|  | Marcatori | 18’ Savoini 38’ Giraudo |

| Arbitro: | Fumagalli (Usmate Velate) |

|             |           |  |
| Savoini 30’ | Marcatori |  |

| Arbitro: | Mazzoni (Parma) |

|                        |           |                         |
| Zorzolo 1’ Bonelli 17’ | Marcatori | 27’ Giraudo 68’ Savoini |

| Alessandria 22 ottobre 1950 | Alessandria      | 0 – 0 | Casale | Stadio Giuseppe Moccagatta\| Arbitro: \| Bergomi (Milano) \| |
| Arbitro:                    | Bergomi (Milano) |       |        |                                                              |

| Arbitro: | Picasso (Milano) |

|             |           |                         |
| Bottino 80’ | Marcatori | 32’ Savoini 34’ Giraudo |

| Arbitro: | Grassetto (Padova) |

|            |           |            |
| Arezzi 32’ | Marcatori | 46’ Aragno |

| Arbitro: | Moradei (Trieste) |

|           |           |  |
| Monti 47’ | Marcatori |  |

| Arbitro: | Ferrari Aggradi (Firenze) |

|                               |           |            |
| Giraudo 36’, 85’ Soffrido 57’ | Marcatori | 9’ Caretti |

| Arbitro: | Coppa (Mariano Comense) |

|                          |           |  |
| Balconi Codevilla Celani | Marcatori |  |

| Arbitro: | Bosso (Sestri Levante) |

|                                   |           |  |
| Dania 1’ Guaschino 47’ Arezzi 65’ | Marcatori |  |

| Arbitro: | Fumagalli (Usmate Velate) |

|  |           |                          |
|  | Marcatori | 13’ Guaschino 19’ Arezzi |

| Alessandria 17 dicembre 1950                                                                                           | Alessandria | 7 – 1       | Magenta | Stadio Giuseppe Moccagatta |
| \| \| \| \| \| Savoini 8’ Rawcliffe 33’, 50’, 80’, 89’ Agosti 59’ (aut.) Albertelli 66’ \| Marcatori \| 51’ Alberti \| |             |             |         |                            |
| |             |             |         |                            |
| Savoini 8’ Rawcliffe 33’, 50’, 80’, 89’ Agosti 59’ (aut.) Albertelli 66’                                               | Marcatori   | 51’ Alberti |         |                            |

| Arbitro: | Cartei (Firenze) |

|             |           |  |
| Vecchio 15’ | Marcatori |  |

| Arbitro: | Rigato (Mestre) |

|                           |           |  |
| Giraudo 1’ Albertelli 80’ | Marcatori |  |

| Arbitro: | Griggi (Brescia) |

|                                                 |           |                                      |
| Giraudo 31’ Arezzi 35’ Soffrido 57’ Savoini 62’ | Marcatori | 46’ Bacciarello 59’ (rig.) Cavagnero |

| Arbitro: | Garzelli (Livorno) |

|           |           |                |
| Bruno 29’ | Marcatori | 40’ Albertelli |

| Arbitro: | Piemonte (Monfalcone) |

|                                                  |           |                                    |
| Giraudo 10’ Dania 25’ Albertelli 44’ Savoini 57’ | Marcatori | 15’ Brena 76’ Caprioli 85’ Marelli |

| Arbitro: | Galeati (Bologna) |

|           |           |  |
| Serone 9’ | Marcatori |  |

| Arbitro: | Marchetti (Milano) |

|        |           |  |
| Oldani | Marcatori |  |

#### Girone di ritorno
| Arbitro: | Griggi (Brescia) |

|                                                           |           |  |
| Arezzi 19’, 88’ Savoini 25’, 80’ Albertelli 36’ Dania 74’ | Marcatori |  |

| Arbitro: | Dattilo (Roma) |

|             |           |                  |
| Costanzo 7’ | Marcatori | 1’ (rig.) Arezzi |

| Arbitro: | Menchini (Udine) |

|                                   |           |  |
| Dania 30’ Soffrido 39’ Arezzi 87’ | Marcatori |  |

| Arbitro: | Piemonte (Monfalcone) |

|                                        |           |  |
| Savioni 32’ Guzzoni 34’ Ferrarotti 81’ | Marcatori |  |

| Arbitro: | Mori (Cremona) |

|                            |           |  |
| Pietruzzi 7’ Guaschino 86’ | Marcatori |  |

| Arbitro: | Pizzato (Venezia) |

|                        |           |  |
| Aragno 12’ Bolzoni 85’ | Marcatori |  |

| Arbitro: | Menicagli (Livorno) |

|                               |           |           |
| Giraudo 4’, 62’ Mirabelli 18’ | Marcatori | 57’ Monti |

| Arbitro: | Rossi |

|               |           |             |
| Jacobitti 19’ | Marcatori | 72’ Giraudo |

| Alessandria 8 aprile 1951 | Alessandria     | 0 – 0 | Sanremese | Stadio Giuseppe Moccagatta\| Arbitro: \| Perego (Milano) \| |
| Arbitro:                  | Perego (Milano) |       |           |                                                             |

| Villasanta 15 aprile 1951 | Villasanta       | 0 – 0 | Alessandria | Campo Sportivo Comunale\| Arbitro: \| Menchini (Udine) \| |
| Arbitro:                  | Menchini (Udine) |       |             |                                                           |

| Arbitro: | Contro (Vicenza) |

|                                |           |  |
| Benzi 9’ Dania 41’ Savoini 74’ | Marcatori |  |

| Arbitro: | Michieletto (Padova) |

|  |           |                            |
|  | Marcatori | 29’ Savoini 30’, 75’ Dania |

| Arbitro: | Menicagli (Livorno) |

|        |           |  |
| Arezzi | Marcatori |  |

| Arbitro: | Moratelli (Bologna) |

|                          |           |            |
| Dazzi , Giambelli Chiesa | Marcatori | Albertelli |

| Arbitro: | Nottolini (Ferrara) |

|                           |           |  |
| Ventimiglia 6’ Bironi 51’ | Marcatori |  |

| Arbitro: | Daretti (Vicenza) |

|             |           |  |
| Giraudo 40’ | Marcatori |  |

| Arbitro: | Mazzoni (Parma) |

|           |           |  |
| Brena 38’ | Marcatori |  |

| Arbitro: | Tassini (Verona) |

|                           |           |              |
| Savoini 25’ Pietruzzi 49’ | Marcatori | 65’ Gottardo |

| Alessandria 17 giugno 1951                      | Alessandria | 2 – 0 | Varese | Stadio Giuseppe Moccagatta |
| \| \| \| \| \| Giraudo Benzi \| Marcatori \| \| |             |       |        |                            |
|                                                 |             |       |        |                            |
| Giraudo Benzi                                   | Marcatori   |       |        |                            |

## Statistiche

### Statistiche di squadra
| Competizione | Punti | In casa | In casa | In casa | In casa | In casa | In casa | In trasferta | In trasferta | In trasferta | In trasferta | In trasferta | In trasferta | Totale | Totale | Totale | Totale | Totale | Totale | DR  |
| Competizione | Punti | G       | V       | N       | P       | Gf      | Gs      | G            | V            | N            | P            | Gf           | Gs           | G      | V      | N      | P      | Gf     | Gs     | DR  |
| ------------ | ----- | ------- | ------- | ------- | ------- | ------- | ------- | ------------ | ------------ | ------------ | ------------ | ------------ | ------------ | ------ | ------ | ------ | ------ | ------ | ------ | --- |
| Serie C      | 48    | 19      | 16      | 3       | 0       | 48      | 10      | 19           | 4            | 5            | 10           | 15           | 25           | 38     | 20     | 8      | 10     | 63     | 35     | +28 |

### Statistiche dei giocatori
| Giocatore     | Serie C | Serie C |
| Giocatore     | Pres    | Gol     |
| ------------- | ------- | ------- |
| L. Albertelli | 36      | 6       |
| G. Arezzi     | 34      | 9       |
| G. Bagliani   | 8       | 0       |
| G. Benzi      | 15      | 2       |
| L. Bussetti   | 2       | 0       |
| D. Dania      | 35      | 7       |
| M. Gabbiani   | 32      | 0       |
| A. Giorcelli  | 38      | -35     |
| F. Giraudo    | 27      | 13      |
| P. Guaschino  | 26      | 3       |
| W. Mirabelli  | 2       | 1       |
| A. Piccione   | 2       | 0       |
| M. Pietruzzi  | 36      | 2       |
| F. Rawcliffe  | 4       | 4       |
| G. Savoini    | 35      | 12      |
| S. Scarrone   | 38      | 0       |
| L. Soffrido   | 13      | 3       |
| L. Vitto      | 34      | 0       |